# Skandagupta
Skandagupta   est un râja Gupta du Magadha, fils de Kumarâgupta Ier et probablement d'une de ses concubines (règne de 455 à 467).
Victorieux des Pushyamitra, il parvient à monter sur le trône en évinçant l'héritier légitime, Purugupta. Il doit contenir dès 455 la première incursion en Inde des Shvetahûna (Huns Hephthalites) de Toramāna. Leur arrivée désorganise le commerce au Nord-Est de l'Inde. Le royaume gupta connaît une grave crise financière.
Sa mort est suivie d'une guerre de succession opposant ses propres fils à ceux de son demi-frère. Budhagupta, fils de Purugupta, en sort vainqueur vers 476 et règne jusqu'en 496.